# Alfons Maria Stickler
Alfons Maria Stickler, SDB (Neunkirchen (Baixa Áustria), 23 de Agosto de 1910 – Roma, 12 de Dezembro de 2007) foi um Cardeal austríaco da  Igreja Católica Apóstolica Romana. Foi bibliotecário da Biblioteca do Vaticano e arquivista dos Arquivos Secretos do Vaticano de 1985 a 1988, elevado ao Cardinalato em 1985. Era um tradicionalista e defensor da missa tridentina e do celibato clerical, era também Cardinalis Patronus da Millitia Templi.

## Biografia
Stickler nasceu em Neunkirchen, perto de Viena, como o segundo de doze filhos. Ingressou nos Salesianos de Dom Bosco em um noviciado alemão e fez sua profissão em 15 de agosto de 1928. Posteriormente, Stickler estudou filosofia na Alemanha e depois na Áustria, Turim e Roma. Estudou direito canônico no Pontifício Ateneu de S. Apolinário (onde obteve seu doutorado) e na Pontifícia Universidade Lateranense, e foi ordenado sacerdote em 27 de março de 1937. (Stickler estudou com Stephan Kuttner, que viveu para ver seu primeiro aluno na história do direito canônico se tornar cardeal.)
Stickler lecionou na Pontifícia Universidade Salesiana como Professor de Direito Canônico e História do Direito Eclesiástico por oito anos. De 1958 a 1966, atuou como reitor da Universidade, tendo anteriormente atuado como Decano da Faculdade de Direito Canônico desde 1953. Stickler participou como perito, ou especialista, no Concílio Vaticano II (1962-1965), trabalhando como membro da Comissão para o Clero, da Comissão para a Liturgia e (em sua capacidade como reitor da Universidade Salesiana) da comissão dirigida pela Congregação para os Seminários e Universidades. Do encerramento do concílio até 1968, Stickler foi presidente do recém-fundado Institutum Altioris Latinitas.
Em 8 de setembro de 1983, foi nomeado Arcebispo Titular de Volsinium, Pró-Bibliotecário da Santa Igreja Romana e Pró-Arquivista da Santa Igreja Romana. Stickler recebeu sua consagração episcopal no dia 1º de novembro seguinte do próprio Papa João Paulo II, com os Arcebispos Eduardo Martínez Somalo e Rosalio José Castillo Lara servindo como co-consagradores , na Capela Sistina. Foi criado Cardeal-Diácono de San Giorgio in Velabro por João Paulo II no consistório de 25 de maio de 1985, tornando-se Bibliotecário e Arquivista titular dois dias depois, em 27 de maio.
Stickler relatou que Karol Wojtyła, o futuro Papa João Paulo II, lhe confidenciou que durante seu tempo como estudante no Pontificium Athenaeum Internationale Angelicum (posteriormente renomeado Pontifícia Universidade de São Tomás de Aquino e frequentemente conhecido simplesmente como Angelicum), Wojtyła fez uma peregrinação em 1947 a Pietrelcina para visitar o Padre Pio, que disse a Wojtyła que um dia ele ascenderia ao "posto mais alto da Igreja". Stickler acrescentou que Wojtyła acreditava que a profecia foi cumprida quando ele se tornou cardeal.
Stickler atuou como Bibliotecário e Arquivista até sua renúncia em 1º de julho de 1988. Durante seu mandato, promoveu a construção de um depósito subterrâneo para a conservação e consulta de todos os códices e livros impressos da biblioteca. Optou por ser elevado ao posto de Cardeal-Sacerdote (com o mesmo título) em 29 de janeiro de 1996, após dez anos como Cardeal-Diácono.
Com a morte de Johannes Willebrands, em 1º de agosto de 2006, Stickler tornou-se o cardeal mais velho vivo. Em 2007, ele celebrou o septuagésimo aniversário de sua ordenação sacerdotal.
Stickler estudou história do direito canônico com Stephan Kuttner e publicou sobre o assunto.

## Apoio à Tradição
Stickler defendeu consistentemente a posição de que a Missa Tridentina nunca foi proibida ou suprimida. Ele acreditava que a Missa de Paulo VI contradizia os verdadeiros desejos do Concílio Vaticano II,  e disse à Sociedade da Missa Latina da Inglaterra e País de Gales que seu movimento "tem plena legitimidade na Igreja".
Em 20 de maio de 1995, Stickler declarou que em 1986 uma comissão de nove cardeais (Stickler, Ratzinger (futuro Papa Bento XVI), Mayer, Oddi, Casaroli, Gantin, Innocenti, Palazzini, e Tomko) nomeados pelo Papa João Paulo II deram unanimemente uma resposta negativa à pergunta "O Papa Paulo VI ou qualquer outra autoridade competente proibiu legalmente a celebração generalizada da Missa Tridentina nos dias atuais?" e à pergunta "Pode algum bispo proibir qualquer padre em boa posição de celebrar a Missa Tridentina?" Ele disse que oito dos nove eram a favor da elaboração de uma permissão geral declarando que todos poderiam escolher a antiga forma da Missa, bem como a nova.
"The Case for Clerical Celibacy: Its Historical Development and Theological Foundations", escrito por Stickler, foi publicado em 1995 pela Ignatius Press. Trata das razões teológicas e das raízes bíblicas e magisteriais do celibato para padres católicos.